# L'amore comporta (singolo)
L'amore comporta è un singolo del cantautore italiano Biagio Antonacci, pubblicato il 6 febbraio 2015 come quinto estratto dall'album omonimo.

## Video musicale
Il videoclip del brano è stato pubblicato il 16 marzo 2015 sul canale Vevo-YouTube del cantante ed è girato all'interno di una stanza stile antico dove compare una ragazza con la quale Biagio Antonacci costruisce con delle carte da gioco una piramide. Successivamente i protagonisti del video fanno l'amore.